# Arletty
Arletty, nome artístico de Léonie Bathiat (Courbevoie, 15 de maio de 1898 - Paris, 23 de julho de 1992) foi uma atriz e cantora francesa.
Ela aparece em algumas obras-primas do patrimônio cinematográfico francês das décadas de 1930 e 1940: Hôtel du Nord (1938), Le Jour se lève (1939), Les Visiteurs du soir (1942) e Les Enfants du paradis (1945), quatro filmes de Marcel Carné, os três últimos com diálogos de Jacques Prévert.